# Women's FA Cup
La Women's FA Cup (in italiano nota anche come Coppa d'Inghilterra femminile), ufficialmente chiamata The Adobe Women's FA Cup per motivi di sponsorizzazione, è la più importante coppa riservata alle squadre di calcio femminile in Inghilterra, strutturata come la FA Cup maschile.
La prima edizione si è svolta nella stagione 1970-1971 con il nome di Mitre Challenge Trophy, organizzato dalla Women's Football Association (WFA). Erano 71 le squadre partecipanti, incluse alcune provenienti da Scozia e Galles. Il torneo, indicato formalmente Women's Football Association Cup (WFA Cup) è stato in seguito ribattezzato FA Women's Cup, per poi assumere l'attuale denominazione dalla stagione 2018-2019.
Da quando la federazione calcistica dell'Inghilterra (Football Association - The FA) ha assunto il controllo diretto del calcio femminile inglese nel 1993, le squadre affiliate alla Women's Super League hanno dominato la nuova versione della competizione. La allora FA Women's Cup spesso condivideva il title sponsor con la sua equivalente maschile (tranne che dal 2012 al 2014, con lo sponsor Budweiser). 
L'Arsenal detiene il record per il maggior numero di titoli, avendo vinto quattordici volte. La squadra detentrice della coppa è il Chelsea che ha battuto il Manchester United 3-0 nella finale allo stadio di Wembley.
La coppa della Women's FA Cup è stata uno dei primi trofei prestigiosi a essere realizzato presso il laboratorio di Thomas Lyte.

## Formato
Come nel torneo maschile, i club della serie maggiore, in questo caso la Women's Super League, non devono partecipare ai primi turni preliminari. Questi i vari step di accesso alla FA Women's Cup:
- entrano al terzo turno di qualificazione: FA Women's National League Division One (fino a 48 squadre)
- entrano direttamente alla seconda fase: FA Women's National League North & South Divisions (24)
- entrano direttamente alla terza fase: Women's Super League 2 (10)
- entrano direttamente alla quinta fase (ottavi di finale): le squadre della Women's Super League (8)

Gli altri club entrano nel turno preliminare o al primo turno di qualificazione. Ci sono tre turni di qualificazione, che sono giocati su base geografica.

## Lista delle finali
Queste le Finali di FA Women's Cup disputate sino a oggi:
| Anno      | Vincitori          | Risultato           | Avversari            | Stadio                                                          |
| --------- | ------------------ | ------------------- | -------------------- | --------------------------------------------------------------- |
| 1970-1971 | Southampton        | 4-1                 | Stewarton Thistle    | Crystal Palace National Sports Centre                           |
| 1971-1972 | Southampton        | 3-2                 | Lee's Ladies         | Eton Park Spettatori: 1 500                                     |
| 1972-1973 | Southampton        | 2-0                 | Westthorn United     | The Eyrie, Cardington, Bedford Spettatori: 3 000                |
| 1973-1974 | Fodens             | 2-1                 | Southampton          | The Eyrie, Cardington, Bedford                                  |
| 1974-1975 | Southampton        | 4-2                 | Warminster           | Dunstable Town FC                                               |
| 1975-1976 | Southampton        | 2-1 (dts)           | QPR                  | Bedford Town FC Spettatori: 1 500                               |
| 1976-1977 | QPR                | 1-0                 | Southampton          | Champion Hill Spettatori: 3 000                                 |
| 1977-1978 | Southampton        | 8-2                 | QPR                  | Arbour Park, Slough                                             |
| 1978-1979 | Southampton        | 1-0                 | Lowestoft            | West Leigh Park, Havant Spettatori: 1 200                       |
| 1979-1980 | St Helens          | 1-0                 | Preston North End    |                                                                 |
| 1980-1981 | Southampton        | 4-2                 | St Helens            | Knowsley Road                                                   |
| 1981-1982 | Lowestoft          | 2-0                 | Cleveland Spartans   | Loftus Road                                                     |
| 1982-1983 | Doncaster Belles   | 3-2                 | St Helens            | Sincil Bank                                                     |
| 1983-1984 | Howbury Grange     | 4-2                 | Doncaster Belles     | Sincil Bank                                                     |
| 1984-1985 | Friends of Fulham  | 2-0                 | Doncaster Belles     | Craven Cottage                                                  |
| 1985-1986 | Norwich            | 4-3                 | Doncaster Belles     | Carrow Road                                                     |
| 1986-1987 | Doncaster Belles   | 2-0                 | St Helens            | City Ground                                                     |
| 1987-1988 | Doncaster Belles   | 3-1                 | Leasowe Pacific      |                                                                 |
| 1988-1989 | Leasowe Pacific    | 3-2                 | Friends of Fulham    | Old Trafford Spettatori: 941                                    |
| 1989-1990 | Doncaster Belles   | 1-0                 | Friends of Fulham    | Baseball Ground Spettatori: 3 000                               |
| 1990-1991 | Millwall Lionesses | 1-0                 | Doncaster Belles     | Prenton Park Spettatori: 4 000                                  |
| 1991-1992 | Doncaster Belles   | 4-0                 | Red Star Southampton | Prenton Park                                                    |
| 1992-1993 | Arsenal            | 3-0                 | Doncaster Belles     | Manor Ground, Oxford Spettatori: 3 547                          |
| 1993-1994 | Doncaster Belles   | 1-0                 | Knowsley United      | Glanford Park Spettatori: 1 674                                 |
| 1994-1995 | Arsenal            | 3-2                 | Liverpool            | Prenton Park                                                    |
| 1995-1996 | Croydon            | 1-1 (dts) (3-2 dtr) | Liverpool            | The Den Spettatori: 2 110                                       |
| 1996-1997 | Millwall Lionesses | 1-0                 | Wembley              | Upton Park Spettatori: 3 015                                    |
| 1997-1998 | Arsenal            | 3-2                 | Croydon              | The Den                                                         |
| 1998-1999 | Arsenal            | 2-0                 | Southampton Saints   | The Valley Spettatori: 6 450                                    |
| 1999-2000 | Croydon            | 2-1                 | Doncaster Belles     | Bramall Lane Spettatori: 3 434                                  |
| 2000-2001 | Arsenal            | 1-0                 | Fulham               | Selhurst Park Spettatori: 13 824                                |
| 2001-2002 | Fulham             | 2-1                 | Doncaster Belles     | Selhurst Park Spettatori: 10 124                                |
| 2002-2003 | Fulham             | 3-0                 | Charlton Athletic    | Selhurst Park Spettatori: 10 389                                |
| 2003-2004 | Arsenal            | 3-0                 | Charlton Athletic    | Loftus Road Spettatori: 12 244                                  |
| 2004-2005 | Charlton Athletic  | 1-0                 | Everton              | Upton Park Spettatori: 8 567                                    |
| 2005-2006 | Arsenal            | 5-0                 | Leeds United         | The Den Spettatori: 13 452                                      |
| 2006-2007 | Arsenal            | 4-1                 | Charlton Athletic    | City Ground Spettatori: 24 529                                  |
| 2007-2008 | Arsenal            | 4-1                 | Leeds Carnegie       | City Ground Spettatori: 24 582                                  |
| 2008-2009 | Arsenal            | 2-1                 | Sunderland           | Pride Park Stadium Spettatori: 23 291                           |
| 2009-2010 | Everton            | 3-2 (dts)           | Arsenal              | City Ground Spettatori: 17 505                                  |
| 2010-2011 | Arsenal            | 2-0                 | Bristol Academy      | Ricoh Arena Spettatori: 13 885                                  |
| 2011-2012 | Birmingham City    | 2-2 (dts) (3-2 dtr) | Chelsea              | Ashton Gate Spettatori: 8 723                                   |
| 2012-2013 | Arsenal            | 3-0                 | Bristol Academy      | Keepmoat Stadium Spettatori: 4 988                              |
| 2013-2014 | Arsenal            | 2-0                 | Everton              | Stadium MK Spettatori: 15 098                                   |
| 2014-2015 | Chelsea            | 1-0                 | Notts County         | Stadio di Wembley Spettatori: 30 710                            |
| 2015-2016 | Arsenal            | 1-0                 | Chelsea              | Stadio di Wembley Spettatori: 32 912                            |
| 2016-2017 | Manchester City    | 4-1                 | Birmingham City      | Stadio di Wembley Spettatori: 35 271                            |
| 2017-2018 | Chelsea            | 3-1                 | Arsenal              | Stadio di Wembley Spettatori: 45 423                            |
| 2018-2019 | Manchester City    | 3-0                 | West Ham             | Stadio di Wembley Spettatori: 43 264                            |
| 2019-2020 | Manchester City    | 3-1 (dts)           | Everton              | Stadio di Wembley Spettatori: 0 a causa della pandemia COVID-19 |
| 2020-2021 | Chelsea            | 3-0                 | Arsenal              | Stadio di Wembley Spettatori: 40 942                            |
| 2021-2022 | Chelsea            | 3-2 (dts)           | Manchester City      | Stadio di Wembley Spettatori: 49 094                            |
| 2022-2023 | Chelsea            | 1-0                 | Manchester United    | Stadio di Wembley Spettatori: 77 390                            |
| 2023-2024 | Manchester United  | 4-0                 | Tottenham            | Stadio di Wembley Spettatori:76 082                             |
| 2024-2025 | Chelsea            | 3-0                 | Manchester United    | Stadio di Wembley Spettatori:74 412                             |

## Vittorie per club
| Club                        | Vittorie | Secondi posti | Anni |
| --------------------------- | -------- | ------------- | --- |
| Arsenal                     | 14       | 3             | 1992-93, 1994-95, 1997-98, 1998-99, 2000-01, 2003-04, 2005-06, 2006-07, 2007-08, 2008-09, 2010-11, 2012-13, 2013-14, 2015-16 |
| Southampton                 | 8        | 3             | 1970-71, 1971-72, 1972-73, 1974-75, 1975-76, 1977-78, 1978-79, 1980-81                                                       |
| Chelsea                     | 6        | 2             | 2014-15, 2017-18, 2020-21, 2021-22, 2022-23, 2024-2025                                                                       |
| Doncaster Belles            | 6        | 7             | 1982-83, 1986-87, 1987-88, 1989-90, 1991-92, 1993-94                                                                         |
| Manchester City             | 3        | 1             | 2016-17, 2018-19, 2019-20 |
| Everton                     | 2        | 4             | 1988-89, 2009-10 |
| Croydon                     | 2        | 1             | 1995-96, 1999-2000 |
| Fulham                      | 2        | 1             | 2001-02, 2002-03 |
| Millwall Lionesses          | 2        | 0             | 1990-91, 1996-97 |
| Charlton Athletic           | 1        | 3             | 2004-05 |
| St Helens                   | 1        | 3             | 1979-80 |
| QPR                         | 1        | 2             | 1976-77 |
| Friends of Fulham           | 1        | 2             | 1984-85 |
| Lowestoft                   | 1        | 1             | 1981-82 |
| Birmingham City             | 1        | 1             | 2011-12 |
| Manchester United           | 1        | 2             | 2023-24 |
| Fodens                      | 1        | 0             | 1973-74 |
| Howbury Grange              | 1        | 0             | 1983-84 |
| Norwich                     | 1        | 0             | 1985-86 |
| Liverpool                   | 0        | 3             | - |
| Leeds United/Leeds Carnegie | 0        | 2             | - |
| Bristol Academy             | 0        | 2             | - |
| Stewarton & Thistle         | 0        | 1             | - |
| Lee's Ladies                | 0        | 1             | - |
| Westhorn United             | 0        | 1             | - |
| Warminster                  | 0        | 1             | - |
| Preston North End           | 0        | 1             | - |
| Cleveland Spartans          | 0        | 1             | - |
| Red Star Southampton        | 0        | 1             | - |
| Wembley                     | 0        | 1             | - |
| Southampton Saints          | 0        | 1             | - |
| Sunderland                  | 0        | 1             | - |
| Notts County                | 0        | 1             | |

Dal 2000 al 2008, la squadra vincitrice della Coppa giocava contro la squadra vincitrice della FA Women's Premier League National Division per aggiudicarsi il FA Women's Community Shield.